# Lorena Cianci
Lorena Cianci (La Louvière, 25 mei 1994) is een Belgisch volleybalster met Italiaanse roots.

## Levensloop
Ciani groeide op in een gezin met Italiaanse roots. Haar ouders waren afkomstig uit Volturara Irpina. Tijdens haar jeugd was ze actief bij Tchalou VC. Vervolgens sloot ze in seizoen 2012-'13 aan bij VC Oudegem, alwaar ze actief bleef tot 2018-'19. Met deze club won ze in 2013 de Beker van België. Na een korte pauze ging ze in seizoen 2020-'21 bij Namur Volley aan de slag en sinds 2022-'23 verdedigt ze de kleuren van BW Nivelles Volley.
Daarnaast was Cianci actief bij de Belgische nationale ploeg. Met de Belgische equipe nam ze onder meer deel aan het Europees kampioenschap van 2015.